# Hunawihr
Hunawihr är en kommun i departementet Haut-Rhin i regionen Grand Est (tidigare regionen Alsace) i nordöstra Frankrike. Kommunen ligger i kantonen Ribeauvillé som tillhör arrondissementet Ribeauvillé. År 2022 hade Hunawihr 549 invånare.

## Befolkningsutveckling
Antalet invånare i kommunen Hunawihr
| Referens: INSEE |